# دوروثي باتلر غيليام
دوروثي باتلر غيليام (بالإنجليزية: Dorothy Butler Gilliam)‏ هي صحفية أمريكية، ولدت في 24 نوفمبر 1936 في ممفيس في الولايات المتحدة.